# Aloe 'Starfire'
Aloe 'Starfire' é uma espécie de liliopsida do gênero Aloe, pertencente à família Asphodelaceae.